# Олігарх (пострадянський простір)
Олігарх — представник великого капіталу. Термін здебільшого використовується як аналог західного терміна «бізнес-магнат» для країн пострадянського простору і часто припускає окрім великих статків ще й значний політичний вплив. У більш загальному плані, олігарх — це «член олігархії; особа, яка є частиною невеликої групи, що тримає владу в державі». Бізнес-лідера можна вважати олігархом, якщо виконуються наступні умови:
1. використовує монополістичну тактику для домінування в галузі;
2. володіє достатньою політичною владою для просування власних інтересів;
3. контролює кілька підприємств, які інтенсивно координують свою діяльність.[7]

## Аналіз явища
Віктор Чумак, Народний депутат України 7-го скликання
Економічна міць олігархів базується на їхніх політичних зв'язках, наближеності до правлячих кіл, можливості забезпечувати собі на рівні прийняття державних рішень особливо сприятливі умови для ведення бізнесу. Вони можуть конвертувати свій фінансово-економічний капітал у політичний, а останній у свою чергу — у ще більші матеріальні ресурси.
Новітня олігархія з'явилася у пострадянських країнах у винятковий історичний період та стала відповіддю незрілих, недорозвинених та недомодернізованих суспільств на наступні історичні виклики: створення власних держав; перетворення адміністративно-командної системи економіки на ринкову; впровадження демократичних інститутів і практик у суспільне життя.
Олігархічна модель суспільної організації пронизує всі сфери суспільного життя, знаходячи відповідні їй структури в кожному інституціоналізованому середовищі та на рівні масової свідомості:
- У політичному вимірі олігархія базується на достатньо розповсюдженій гібридній моделі державного урядування, що отримала назву конкурентного авторитаризму[10].
- В економічному вимірі вона спирається на вкрай монополізовану економіку з обмеженими та деформованими механізмами ринкової саморегуляції та слабо розвинутим і залежним малим бізнесом.
- У соціальній сфері олігархія вирізняється високою поляризацією, нерівністю, фрагментованістю соціальної структури, атомізацією суспільства[en], аномічністю моральних засад і слабким, майже відсутнім середнім класом.

### Спроби пояснити усталення олігархії на пострадянському просторі
Західні фахівці та науковці, що є прибічниками неолібералізму, переважно пояснюють олігархізацію пострадянських держав в рамках так званої «моделі краху» або «моделі провалу» (англ. model of failure), котра передбачає нездатність країн, що трансформуються, досягти певних цілей (зазвичай тих, що висуваються західними експертами та радниками і збігаються з їх баченням соціально-економічного поступу). Такий підхід критикується через сприйняття олігархії як певного відхилення, а не цілком нормального явища, що можна пояснити, якщо взяти до уваги цілі правлячих еліт.
На відміну від попереднього підходу, українські науковці, спираючись на роботи провідних західних учених, намагаються пояснити олігархію як окрему якісно специфічну модель соціальної організації, що здатна до самовідтворення та еволюції і котру не можна розглядати лише як проміжну стадію між соціалізмом та капіталізмом. Ця модель набуває форм контрольованої або незавершеної модернізації, що відбувається в історично залежних, незрілих суспільствах зі слабо вираженою громадською ідентичністю.
За таких умов олігархи прагнуть повністю контролювати модернізацію аби мати змогу отримувати вигоду від свого панівного становища. Реформи, що проводяться ними, мають, як правило, половинчастий та обмежений характер, створюючи широкі можливості для зловживань та використання спеціально створених переваг, що базуються на ринкових диспропорціях і системних недоліках. Олігархи намагаються законсервувати ситуацію власного панування, створити так звану «рівновагу часткового реформування» (англ. partial reform equilibrium), коли пануючі прошарки можуть отримувати максимальні прибутки з започаткованих реформ, перекладаючи максимальний соціальний тягар на всю решту суспільства. Такий несправедливий розподіл благ і втрат стає можливим завдяки слабкості громадянського суспільства, відстороненню громадян від контролю над політичними елітами та від участі в прийнятті рішень в сфері державного управління.
Якщо розглядати проблему з точки зору теорії раціонального вибору, то можна сказати, що олігархічна модель стала можливою та раціональною для значної більшості населення в умовах гострої та всеохопної кризи після розпаду соціалізму. В таких умовах для індивідів було раціональним відмовитися від контролю над власними діями, передати його більш впливовим акторам в обмін на необхідні їм ресурси, що вони не мали змоги отримати.
Усталений в пострадянських державах в 90-х роках XX століття тип економіки також називають олігархічним соціалізмом або віртуальною економікою. Однією з найближчих аналогій до цього типу вважають економіку країн Центральної Європи на межі 70-х — 80-х років XX століття, яка називалася «гуляшним соціалізмом».

### Олігархія та кланово-клієнталістська модель суспільства
Олігархія являє собою продовження, розвиток і перенесення на вищий рівень урядування кланової моделі суспільної організації, що базується на неформальних структурах влади — прихованих і потужних кланах, для позначення яких часто використовується евфемізм «фінансово-промислові групи»
Клан є партикуляристською та щільною мережею, базованою на довірі та надійності, ієрархічною та непрозорою. В такій мережі домінує вертикальна модель обміну та асиметричні обов'язки сторін. Клани мають власні системи цінностей, символів, інтересів і норм поведінки та підтримують сильну внутрішньогрупову дисципліну та солідарність. Клани мають певні бар'єри входження, побудовані на непрозорості соціальних відносин та на принципах непублічності суспільної діяльності. Клани зазвичай згуртовують людей в боротьбі за обмежені ресурси та використовують слабкість інших форм суспільної інтеграції для привласнення ресурсів індивідуумів, що опинилися за межами кланів.
На пострадянському просторі в умовах суспільства, що трансформується, через відсутність видимих альтернатив та свою особливу привабливість для значної частини населення змогла швидко утвердитися система патронально-клієнтальних відносин. Така система була добре знайомою для радянських еліт і могла бути легко відтвореною за нових історичних умов завдяки наявності необхідних для цього ресурсів. Для широкого загалу у свою чергу дана система ставала привабливою з наступних причин:
- Протягом періоду трансформації суспільство несе значні соціальні та економічні втрати. Система їх мінімізації фактично відсутня, інститути соціального захисту безсилі. І раз публічний простір не може запропонувати людині механізмів підтримки, вона починає шукати їх у просторі непублічному.
- Трансформація супроводжується масштабною дезінтеграцією суспільства та атомізацією[en] суспільних відносин. Аномія розповсюджується не тільки серед тих верств населення, що зазнали значних втрат, а й серед тих, хто подолав труднощі та досяг успіху. Через це публічний простір видається людині особливо небезпечним та підсилює відчуття відчуження. Людина прагне більш персоналізованих відносин і відчуття належності до певної соціальної спільноти.
- В умовах радянського суспільства у людей вже склалися стійкі патерналістські стереотипи відносин.

Під час впровадження нових суспільних та економічних відносин клани та обслуговуючі їх клієнтели мали найбільші можливості для агресивного накопичення ресурсів та влади, для чого активно використовували недосконалість законодавства та слабкість державних інституцій.